# ای راسموسن
ای راسموسن (انگلیسی: Ea Rasmussen؛ زادهٔ ۱۱ مارس ۲۰۰۱) بازیکن فوتبال اهل دانمارک است.
وی همچنین در تیم‌های ملی فوتبال Denmark women's national under-17 football team و Denmark women's national under-19 football team بازی کرده‌است.